# Badia de Bangkok

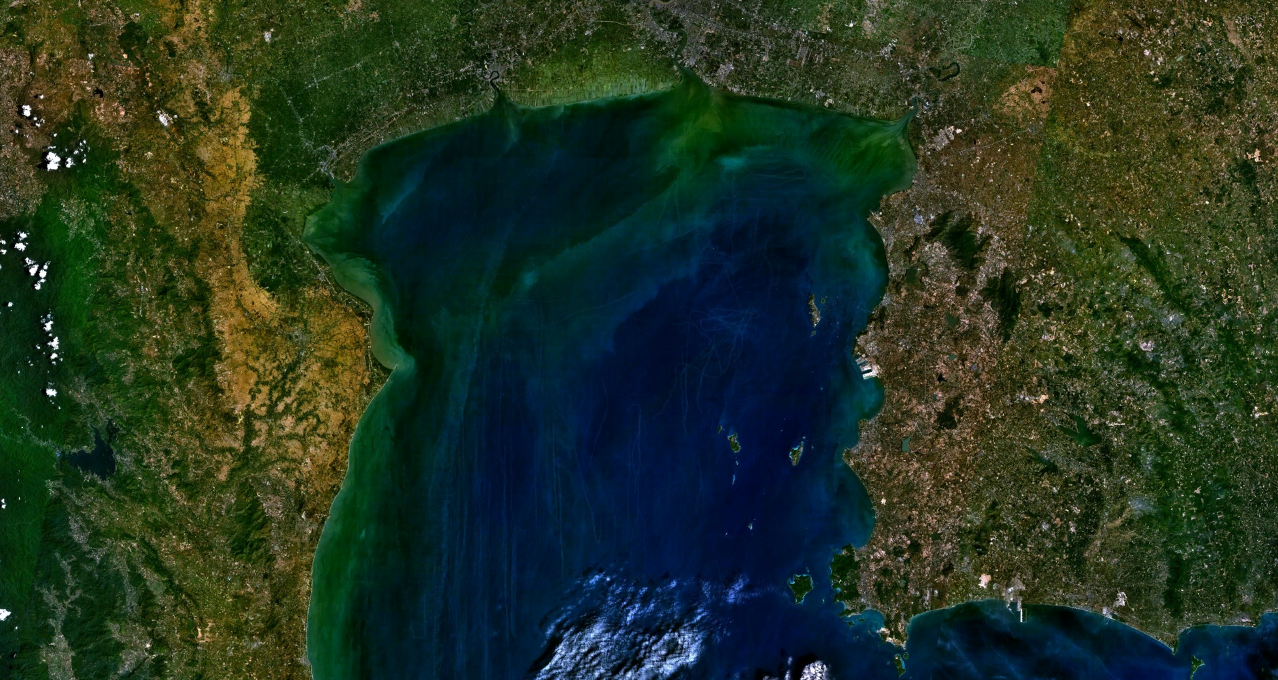
Badia de Bangkok

La Badia de Bangkok, en vietnamita Vịnh Bangkok; en malai Teluk Bangkok, és una badia situada a l'extrem septentrional del golf de Siam.

## Geografia
La badia de Bangkok està oberta vers el sud i limita a l'oest amb la zona costanera de Hua Hin, a l'extrem est amb Sattahip i al nord amb el delta del riu Chao Phraya, el riu que travessa Bangkok, ciutat que dona nom a la badia. Té una forma aproximadament quadrada i fa uns 100 km d'est a oest i uns 100 km de nord a sud.
A la part oriental de la badia hi ha algunes illes, com Ko Sichang, Ko Lan i Ko Phai.
Tres dels més grans rius de la Tailàndia central aboquen llurs aigües en la badia de Bangkok, el Chao Phraya, amb el Ta Chin, que té la seva boca al costat del darrer, el Mae Klong i el Bang Pa Kong.